# ナカナイ語
ナカナイ語（ナカナイご、Nakanai）とはニューブリテン島北部の西ニューブリテン州と東ニューブリテン州の境界部にて話されているオーストロネシア系言語の一つである。

## 方言
ナカナイ語の方言にはホスキンス半島のビレキ方言（Bileki、Bireki）、それ以東のアウカ方言（Auka; 別名: ロソ方言 (Loso)）、マウトゥトゥ方言（Maututu）などがあるが、これらはいずれも〈いいえ〉を表す言葉に由来する。この他にヴェレ方言（Vele）やウバエ方言（Ubae）が存在する。これらの中では外部との接触や通商の歴史を持つビレキ方言が最も優勢で、他方言の話者もビレキ方言を理解する。レイモンド・レスリー・ジョンストン（Raymond Leslie Johnston）による1980年の文法書もビレキ方言の調査を下敷きとしたものであるが、ジョンストンはビレキ方言が他方言よりも早く形成された存在であったとするつもりはないと述べている。
なおメラメラ語はナカナイ語の方言扱いとされる場合もあるが、Lewis et. al. (2015) や Hammarström et al. (2021) では両者は互いに系統の近い別言語とされている。

## 音韻論
|                                              |                                              | 両唇音 | 歯茎音 | 軟口蓋音 | 声門音 |
| -------------------------------------------- | -------------------------------------------- | ------ | ------ | -------- | ------ |
| 閉鎖音                                       | 無声                                         | p      | t      | k        |        |
| 閉鎖音                                       | 有声                                         | b      | d      | g        |        |
| 摩擦音                                       | 無声                                         |        | s      |          | h      |
| 摩擦音                                       | 有声                                         | v [β]  |        |          |        |
| はじき音またはふるえ音（総称: Vibrant） (en) | はじき音またはふるえ音（総称: Vibrant） (en) |        | r      |          |        |
| 無摩擦継続音                                 | 無摩擦継続音                                 | m      | l      |          |        |

この他にnやngも音素として存在するものの、もっぱら借用語に用いられる。またビレキ方言のlは他の方言のnに対応する。そのため、言語名や民族名であるナカナイ（Nakanai）にはラカライ（Lakalai）という別称が存在する。
|    | 前舌 | 中舌 | 後舌 |
| -- | ---- | ---- | ---- |
| 高 | i    |      | u    |
| 中 | e    |      | o    |
| 低 |      | a    |      |

tiという組み合わせは[t͡si]という発音となり、語末に存在する-tiや-siのi、-muのuはいずれも無声化される。

## 文法

### 形態論
接頭辞がつく語形変化と接尾辞がつく語形変化では、後者のパターンの方が比較的多い傾向にある。

### 名詞
名詞の前には多くの場合名詞マーカーであるeやlaが置かれる。eは生物や特定個人を表す語および固有名詞や借用語に用いられ、それ以外の場合にはlaが置かれる傾向にある。しかし、la malu 〈鳥〉のような例外も存在する。

### 代名詞
人称代名詞の語幹一覧は以下の通りであり、これに人称名詞マーカーe-が接続する。右側は焦点となる場合（英: focal）の形である。
|        |        | 単数       | 双数           | 複数           |
| ------ | ------ | ---------- | -------------- | -------------- |
| 一人称 | 包括   | -au / -iau | -tala / -talua | -tato / -tatou |
| 一人称 | 除外   | -au / -iau | -mila / -milua | -mite / -miteu |
| 二人称 | 二人称 | -me / -mei | -mula / -mulua | -muto / -mutou |
| 三人称 | 三人称 | -a / -ia   | -gira / -girua | -gite / -giteu |

親族や身体の一部を表す（英: inalienable:譲渡不可能）名詞には所有者が単数の場合一人称から順にそれぞれ-gu、-mu、-laという接尾辞が付加される。inalienableでない（英: alienable）場合には、所有者を表す語句は被所有物の後ろに現れる。

### 動詞
他動詞を含む節（他動節）においては三人称単数の既知の目的語（被動者）を表す接尾辞-aが任意で動詞に付加され、補語の文や受益者を表す（英: beneficiary）名詞句の前には必ず現れる。一方、主語（動作主）の人称による動詞の形態的な変化は見られない。

#### 相
動詞は以下の4つの相を示す。
- 動詞語根のみ: アオリスト
  - 例: tuga 〈歩く〉
- 動詞語根 + -ti: 完了
  - 例: tuga-ti 〈歩いた〉
- 動詞語根の最初の音を重複させたもの + 動詞語根: 継続
  - 例: ta-tuga 〈歩いているところである〉
- 動詞語根の最初の音を重複させたもの + 動詞語根 + -ti: 不完了
  - 例: ta-tuga-ti 〈（もう）歩いている〉

### 不確定法
geとgaは不確定法の役割を果たす。このうちgeは〈疑念〉、〈願望〉、〈意図〉、〈見通し〉、〈回想〉、〈起こりうる未来〉を表す機能を持ち、これが用いられる文を英訳するとwill、would、can、couldのいずれかが現れる傾向が見られる。またgeは命令文に現れたり、禁止表現を表す際に動詞の継続相と共に用いられたりする場合がある。
- 例: Amuto umala ge tataga egiteu ale egite ge bili la mahulila te la vovo mutou, la vuhula egite kama koramulia ge bili tai la kalulu mutou, ouka. （『マタイによる福音書』、10:28）[18]
  - あなた方は、あなた方の体を殺すことができてもあなた方の魂を殺すことはできない者を恐れたりしてはならない。

一方gaは〈今まさに起ころうとしている動作〉や〈実行する前に頓挫した動作〉を表すために用いられ、「…しようとしたが、実際にはしなかった」という文脈などにおいて見られる。

### 統語論
前置詞が用いられる。

#### 語順
動詞の前に動作主体が置かれ、動詞の後に目的語が続くため、SVO型に分類されると結論付けることが可能である。

## 辞書
英語:
- Chowning, Ann; Goodenough, Ward H. (2016). A Dictionary of the Lakalai (Nakanai) Language of New Britain, Papua New Guinea. Asia-Pacific Linguistics 29